# 2. liga B národní házené mužů
2. liga, skupina B je druhá nejvyšší soutěž v národní házené v kategorii mužů. Organizuje ji Svaz národní házené. Účastní se jí 9 mužstev ze Severomoravské, Jihomoravské a Východočeské oblasti, hraje se dvoukolově každý s každým. Vítěz postupuje  do 1. ligy, do oblastních přeborů sestupují 2 – 4 družstva, podle toho, kolik do skupiny sestoupí týmů z 1. ligy.

## Současné týmy
V sezóně 2021/2022 hraje 2. ligu ve skupině B následujících dvanáct týmů:
| Klub                     |
| ------------------------ |
| Sokol Dobruška           |
| KNH Moravská Slavia Brno |
| TJ Chropyně              |
| SSK Vítkovice            |
| Sokol Ostopovice         |
| TJ Jiskra Humpolec       |
| 1.NH Brno                |
| Draken Brno              |
| TJ Pustějov              |